# Adam Ferguson

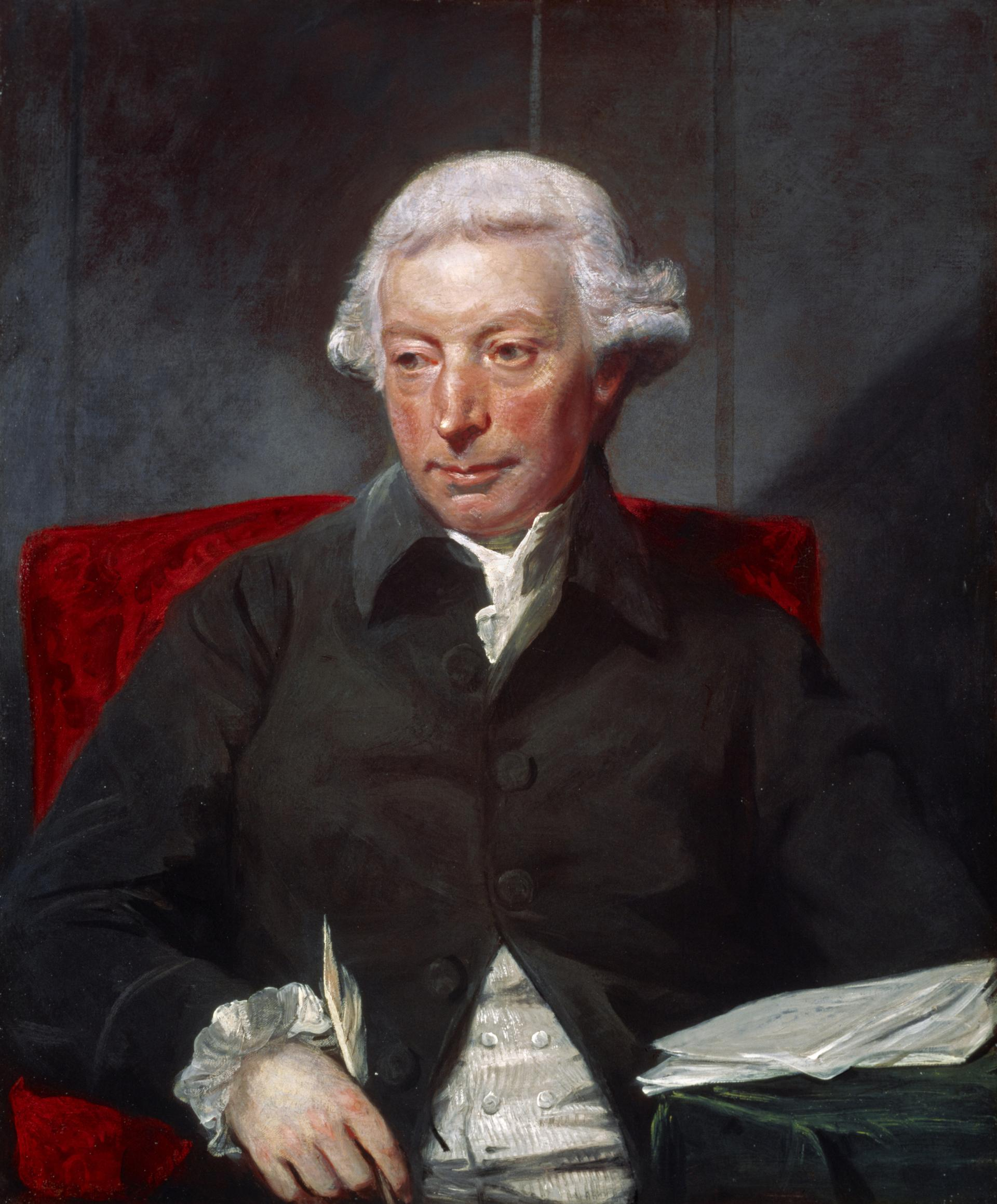
Adam Ferguson auf einem Gemälde von Joshua Reynolds aus dem Jahre 1782

Adam Ferguson (* 20. Juni 1723 in Logierait, Perthshire; † 22. Februar 1816 in St Andrews) war ein schottischer Historiker und Sozialethiker der Aufklärung. Er gilt als Mitbegründer der Soziologie, da er die Klassenunterschiede in der Sozialstruktur der bürgerlichen Gesellschaft aus den Eigentumsverhältnissen ableitete.

## Leben
Adam Ferguson, Sohn eines presbyterianischen Pfarrers, ging im schottischen Perth zur Schule. Er studierte Theologie an der Universität St Andrews. Nach der Priesterweihe im Jahr 1745 war Ferguson als presbyterianischer Militärpfarrer tätig und nahm im selben Jahr im Österreichischen Erbfolgekrieg an der Schlacht bei Fontenoy teil. 1754 gab er die kirchliche Laufbahn auf und widmete sich fortan der Literatur. Im Januar 1757 wurde er Nachfolger von David Hume als Bibliothekar der Anwaltsfakultät, nahm aber bald darauf eine Stelle als Privatlehrer im Hause des Earls of Bute auf.
1759 wurde Ferguson Professor für Naturphilosophie an der Universität Edinburgh und wechselte 1764 in das Fach Geistes- und Moralphilosophie. Seine erste bedeutende Arbeit, den Essay of Civil Society, veröffentlichte er, gegen den Rat Humes, im Jahr 1767. Der Essay fand große Beachtung und wurde in mehrere Sprachen übersetzt. 1776 erschien (anonym) seine Schrift zur Amerikanischen Unabhängigkeitsbewegung, die eine Replik auf eine Veröffentlichung des Philosophen Richard Price war und mit der sich Ferguson auf die Seite des britischen Parlaments stellte.
1778 wurde Ferguson zum Leiter der Kommission ernannt, die – erfolglos – versuchte, mit den amerikanischen Rebellen zu verhandeln. 1783 erschien seine History of the Progress and Termination of the Roman Republic, die viel gelesen wurde und mehrere Auflagen erlebte. Er stellte darin anhand der römischen Geschichte die ethischen und politischen Doktrinen dar, denen er sich besonders gewidmet hatte. Das Geschichtswerk verfasste er möglichst objektiv und unparteiisch. Es zeugt von einem gewissenhaften Umgang mit den Quellen. In einigen Partien wird die praktische militärische Erfahrung des Autors deutlich. 1785 legte Ferguson seine Professur nieder und widmete sich nun der Überarbeitung seiner Vorlesungen, die er 1792 unter dem Titel Principles of Moral and Political Science herausgab. 
Im Alter von 70 Jahren bereiste Ferguson den Kontinent, um Italien und die wichtigsten europäischen Metropolen zu besuchen, wo er von den jeweiligen wissenschaftlichen Kreisen ehrenvoll empfangen wurde. Seit 1795 ließ er sich zunächst auf Schloss Neidpath bei Peebles, dann in Hallyands am Manor Water und schließlich in St Andrews nieder, wo er 1816 im Alter von 92 Jahren verstarb.

## Lehre
Ferguson sieht den Menschen in seinen ethischen Betrachtungen als ein soziales Wesen, und er zeigt moralische Vorstellungen an politischen Beispielen konkret auf. Der Aufklärer glaubte an den Fortschritt der Menschheit und konzentrierte sich bei seinen moralischen Betrachtungen auf den Aspekt des Strebens nach Vollkommenheit. Victor Cousin meinte dazu:

„In seiner Methode sehen wir die Weisheit und Umsicht der schottischen Schule, zugleich ist etwas Männlicheres und Entschiedeneres in den Ergebnissen. Das Prinzip der Vollkommenheit ist ein neues, das zugleich rationaler und umfassender ist als das Wohlwollen (benevolence) und die Sympathie (sympathy), was unserer Meinung nach Ferguson als Moralist über seine Vorgänger erhebt.“

Mit diesem Prinzip versuchte Ferguson alle moralischen Systeme miteinander in Einklang zu bringen. Ebenso wie Hobbes glaubte er an die Macht des Eigeninteresses bzw. der Nützlichkeit und führte sie im Bereich der Moral als das Gesetz der Selbsterhaltung ein. Hutchesons Theorie eines universellen Wohlwollens und Smiths Vorstellung von der Sympathie verbindet er im Gesetz der Gesellschaft. Da diese beiden Gesetze aber eher als Mittel und weniger als Zweck menschlichen Strebens dienen, bleiben sie dem übergeordneten Ziel, nämlich der Vollkommenheit, untergeordnet.
Im politischen Teil seines Systems folgt Ferguson Montesquieu und spricht sich für die Sache einer wohlregulierten Freiheit und einer freien Regierung aus. Seine Zeitgenossen – mit Ausnahme von Hume – sahen seine Arbeiten als bedeutend an, ohne dass er selbst allerdings wesentliche eigenständige Beiträge zur Moral- und Gesellschaftslehre beisteuerte, sondern nur bestehende Ansätze neu kombinierte.

## Mitgliedschaften
- Seit November 1783: Fellow der Royal Society of Edinburgh[4]
- 1793: Auswärtiges Mitglied der Königlichen Preußischen Akademie der Wissenschaften
- 1812: Ehrenmitglied der Königlichen Preußischen Akademie der Wissenschaften[5]

## Werke (Auswahl)
- An Essay on the History of Civil Society. Boulter Grierson, Dublin 1767, (Digitalisat in der Google-Buchsuche).
  - Versuch über die Geschichte der bürgerlichen Gesellschaft. Junius, Leipzig 1768, (archive.org).
  - Abhandlung über die Geschichte der bürgerlichen Gesellschaft. (= Sammlung sozialwissenschaftlicher Meister, Band 2). Fischer, Jena 1904.
  - Versuch über die Geschichte der bürgerlichen Gesellschaft. Herausgegeben und eingeleitet von Zwi Batscha[6] und Hans Medick. Aus dem Englischen übersetzt von Hans Medick. Suhrkamp, Frankfurt am Main 1986, ISBN 3-518-57756-5.
- Institutes of Moral Philosophy. Kincaid & Bell, Edinburgh 1769, (archive.org).
- Principles of Moral and Political Science. Strahan & Cadell/Greech, London/Edinburgh 1792, (archive.org).

### Lexika
- Ferguson, Adam. In: Encyclopædia Britannica. 11. Auflage. Band 10: Evangelical Church – Francis Joseph I. London 1910, S. 271 (englisch, Volltext [Wikisource]).
- Brockhaus: Konversationslexikon. Vierzehnte vollständig neubearbeitete Auflage. Brockhaus, Leipzig 1895, Bd. 6, Lemma Ferguson, Adam, S. 676.
- Georgi Schischkoff (Hrsg.): Wörterbuch der Philosophie. 22. Auflage. Kröner, Stuttgart 1991, Lemma Ferguson, Adam, S. 200.

### Monografien
- Eugene Heath, Vincenzo Merolle (Hrsg.): Adam Ferguson. History, Progress and Human Nature. (= The Enlightenment world, 4). Pickering and Chatto, London 2008, ISBN 978-1-85196-864-0.
- Lisa Hill: The Passionate Society. The Social, Political, and Moral Thought of Adam Ferguson. (= International archives of the history of ideas, 191). Springer, Dordrecht u. a. 2006, ISBN 978-1-4020-3889-1.
- David Kettler: The social and political thought of Adam Ferguson. Ohio State University Press, Columbus 1965.
  - Neuausgabe: David Kettler: Adam Ferguson. His Social and Political Thought. With a new introduction and afterword by the author. Transaction Publishers, New Brunswick 2005, ISBN 1-4128-0475-2.
- John Small: Biographical Sketch of Adam Ferguson. (From the Transactions of the Royal Society of Edinburgh.) Edinburgh, 1864 (books.google.com).

### Beiträge
- Zwi Batscha, Hans Medick: Einleitung. In: Adam Ferguson: Versuch über die Geschichte der bürgerlichen Gesellschaft. (= Suhrkamp-Taschenbuch Wissenschaft, Band 739). Suhrkamp, Frankfurt am Main 1988, ISBN  978-3-518-57756-1.
- Danga Vileisis: Der unbekannte Beitrag Adam Fergusons zum materialistischen Geschichtsverständnis von Karl Marx. In: Carl-Erich Vollgraf, Richard Sperl, Rolf Hecker (Hrsg.): Beiträge zur Marx-Engels-Forschung. Neue Folge 2009. Argument Verlag, Hamburg 2010, ISBN 978-3-88619-669-2, S. 7–60.
- Norbert Waszek: Adam Ferguson. In: Helmut Holzhey, Vilem Mudroch (Hrsg.): Grossbritannien, Nordamerika, Niederlande. (= Grundriss der Geschichte der Philosophie. Die Philosophie des 18. Jahrhunderts, Band 1, Halbband 2). Völlig neu bearbeitete Ausgabe. Schwabe, Basel u. a. 2004, ISBN 3-7965-1987-3, S. 603–618, 632–635 (Bibliografie).
- Alick West: Adam Ferguson. In: Frank Benseler (Hrsg.): Festschrift zum 80. Geburtstag von Georg Lukács. Verlag Hermann Luchterhand. Neuwied / Berlin 1965, S. 249–258.